# 夕樹あさひ
夕樹 あさひ（ゆうき あさひ、1994年10月11日 - ）は、日本のAV女優。プライムエージェンシー所属。

## 略歴・人物
東京都出身。着エログラビアでの活動の後、2014年3月にAVデビュー。ぽっちゃり体型のロリ系AV女優。

## 出演作品

### イメージDVD
- スクールドール（2013年2月23日、Dream Focus）
- あさひカメラ（2013年3月15日、デジプラン）
- あさひの勇気（2013年5月17日、デジプラン）
- 奥まで見てネ!（2013年7月19日、デジプラン）
- 好きにしてネ!（2013年9月20日、デジプラン）
- Ten-nyo（2013年11月22日、メディアブランド）

### アダルトDVD
2014年
- むっちり着エロアイドルAV解禁!! AV Debut!!（3月1日、キャンディ）
- 新 イキ過ぎた着エロ 10（4月1日、MAGIC）

2015年
- なかだしキャンプ vol.02（1月1日、プレステージ）共演:上杉玲奈、里咲しおり、長谷川美裸、宮内栞、柏木胡桃 ほか
- 完全ガチ交渉! 噂の、素人激カワ看板娘を狙え! vol.20 in千代田（1月21日、プレステージ）他出演:津吹ここ、川崎春菜、桜木優希音、春海紗奈
- 絶対に手を出してはいけない相手を夜這いしちゃった俺 8 SPECIAL（3月5日、AKNR）他出演:大塚れん、桜咲ひな、長谷川夏樹、茜あずさ、武藤あやか
- 高校生活もあと1年を迎え、思い出作りのために写真部の僕が女子達の写真を朝から晩まで撮らされることに。 もともと女生徒が多い学校なので、ほぼ女子校ノリでパンツ見せブラ見せなどは当たり前!ファインダー越しに見る生々しいパンツやブラジャーは、風景や動物しか撮ったことのない僕には刺激が強過ぎていとも簡単に勃起!するとそれを見た女子たちが…! 2（3月19日、Hunter）共演:水咲仁美、紺野ひかる、百瀬みお、南梨央奈、夏海花凛、小鳥遊はる、小西まりえ、高木愛美、浅倉愛、若月まりあ
- 純真無垢な純白美少女 女神ファイル:02 夕樹あさひ（3月20日、プレステージ）
- 狙われた優等生 仮名(ゆうき（4月13日、HERO）※「ゆうき」名義
- 水泳部の男子部員は、俺ひとりだけ。 水泳部の天使6人と、夢の放課後ハーレム性活♥（4月22日、プレステージ）共演:なごみ、星空もあ、武藤つぐみ、松浦ゆきな、葉山美空
- 日本最大の繁華街にある「老舗おっぱいパブ」では新人嬢がベテラン嬢から客を奪うために内緒でセックスさせてくれる。 しかも生で。（5月9日、Mr.michiru）他出演:大石美咲、杏咲望、さくら悠
- 強制イカセマッサージ 媚薬と性感エステで女体開発! 失神したあともイカセ続けたら触れられなくても勝手にイク身体になる!（5月21日、Mr.michiru）他出演:杏咲望、さくら悠、大石美咲
- 結婚式前に写真スタジオで撮影するカップルの新郎が待つ隣で新婦を寝取りレイプ 4（6月1日、変態紳士倶楽部）他出演:竹内真琴、有村千佳、高山えみり
- 激狭ユニットバスで酔っ払ったクラスメイトと密着超勃起! 専門学校かに進学する為に田舎から上京したボクは、繁華街からほど近い場所に部屋を借りたら良い事があり過ぎた!! 今まで女子とほぼ接点が無かったボクの家に酔っ払って終電を逃したクラスメイトの女子がボクの部屋にやってくるんです! しかも酔っ払っているからなのか狭いユニットバスなのに僕と一緒にお風呂に入りたがるのです!! びっくりしちゃいました! 当然、お風呂は激狭なのでお尻と胸があたりまくり! あたりまくれば当然、勃起してしまって…（6月6日、Hunter）他出演:大崎美佳、百瀬みお、川村まや、井上瞳、紺野まこ
- 残虐拷問執行所 〜被験者002 夕樹あさひ〜（6月25日、Baby Entertainment ）
- 暗闇×淫語 バーチャルリアリティー 親は知らない地方から上京してきた高学歴×清楚なお嬢様女子大生図鑑（6月26日、ONE DA FULL）他出演:司ミコト、夏芽ひなた、川菜美鈴
- 日焼けした親友の彼女とやっちゃった俺（7月9日、AKNR）他出演:あやね遥菜、槇原愛菜、白咲碧
- 女子校生のささやき淫語手コキ（7月17日、OFFICE K'S）他出演:白咲碧、杏咲望、望月杏里、Maika、浅見せり
- 白衣の天使 婦女暴行日誌（7月24日、ONE DA FULL）他出演:佳苗るか、橘優花、司ミコト
- レズクンニリングス 5（8月7日、OFFICE K'S）共演:中山理莉　他出演:白咲碧、杏咲望、浜崎真緒、咲月りこ、Maika、佐々木恋海
- 直飲み専門 体液カフェ 3（8月21日、OFFICE K'S）他出演:白咲碧、中山理莉、久我かのん、春日野結衣、朝倉ことみ、篠田ゆう、有本紗世、海野空詩、椎名ゆうき